# 喬托鎮區 (密蘇里州克萊縣)
喬托鎮區（英語：Chouteau Township）是位於美國密蘇里州克萊縣的一個行政鎮區。

## 地方資料
喬托鎮區的面積為136.81平方千米，當中陸地面積為133.59平方千米，而水域面積為3.22平方千米。根據2020年美國人口普查的數據，當地共有人口61255人，而人口密度為每平方千米447.74人。